# ألكسندر دي أوليفيرا
ألكسندر دي أوليفيرا (بالبرتغالية: Alex Chandre de Oliveira‏) (مواليد 21 ديسمبر 1977)، هو لاعب كرة قدم كان يلعب كمهاجم.

## وصلات خارجية
- ألكسندر دي أوليفيرا على موقع رابطة كرة القدم اليابانية للمحترفين (اليابانية)
- ألكسندر دي أوليفيرا على موقع دوري كوريا الجنوبية (الإنجليزية)
- ألكسندر دي أوليفيرا على موقع قاعدة بيانات كرة القدم.إي يو (الإنجليزية)
- ألكسندر دي أوليفيرا على موقع Soccerway.com (الإنجليزية)
- ألكسندر دي أوليفيرا على موقع عالم كرة القدم.نت (الإنجليزية)